# Каменка (Раздельнянский район)
Каменка (укр. Кам'янка) — село, относится к Раздельнянскому району Одесской области Украины.
Население по переписи 2001 года составляло 721 человек. Почтовый индекс — 67432. Телефонный код — 4853. Занимает площадь 2,084 км². Код КОАТУУ — 5123982601.

## История
Село основано в 1924 году украинскими переселенцами из Бессарабии.

## Местный совет
67432, Одесская обл., Раздельнянский р-н, с. Каменка